# Sylvain Rigollot
Sylvain Rigollot est réalisateur de courts métrages et storyboarder.

## Biographie
Après sa sortie de l'École Louis Lumière, il pratique différents métiers du cinéma, comme cadreur (il a notamment collaboré au projet de Steven Spielberg pour collecter mondialement les témoignages des survivants de la Shoah), assistant réalisateur (Le Bidule ; Ni pour ni contre (bien au contraire) de Cédric Klapisch), pour se consacrer finalement à la réalisation de courts métrages.
Dans Le Fléau moderne (2007, 15 min), il s'intéresse au monde de la séduction à travers la description de dragueurs loufoques, Les Dartagnans.
Clandestino (2006, 15 min) évoque l'immigration clandestine. Ces films ont été sélectionnés dans les festivals du monde entier (Iran, Canada, Allemagne, Italie, etc.).
Parallèlement à cette activité de réalisateur, au sein du collectif Archimage production, il dessine des storyboards pour le cinéma, la télévision, la publicité (Largo Winch (2008), Les Guignols de l'info, Carte Noire), et en donnant des cours de storyboard à l'EICAR à Paris.
Il a travaillé entre autres avec Sami Bouajila, Nicole Garcia, Claude Miller. 
En 1999, il publie Titanic, Méthodologie du Scénario (éd. Dixit) une analyse approfondie du film de James Cameron. Dans cet ouvrage il propose pour la première fois le concept de pyramide dramatique, une méthode de représentation graphique de l'intensité dramatique au cours d'un film.
Il dessine les croquis d'Alex Hugo dans la série TV Alex Hugo.